# كوهي ميازاكي
كوهي ميازاكي (باليابانية: 宮崎 光平) (مواليد 6 فبراير 1981)، هو لاعب كرة قدم ياباني سابق كان يلعب كلاعب وسط.

## وصلات خارجية
- كوهي ميازاكي على موقع رابطة كرة القدم اليابانية للمحترفين (اليابانية)
- كوهي ميازاكي على موقع قاعدة بيانات كرة القدم.إي يو (الإنجليزية)
- كوهي ميازاكي على موقع Soccerway.com (الإنجليزية)
- كوهي ميازاكي على موقع عالم كرة القدم.نت (الإنجليزية)
- كوهي ميازاكي على موقع كووورة